# 川村裕子
川村裕子（かわむら　ゆうこ、1956年2月22日-　）は、日本の国文学者、新潟産業大学名誉教授。武蔵野大学客員教授

## 略歴
東京生まれ。1978年立教大学文学部日本文学科卒業。1985年立教大学大学院文学研究科博士課程後期課程満期退学、活水女子大学専任講師、1988年助教授、1992年新潟産業大学教授、2009年同名誉教授、武蔵野大学教授。2019年武蔵野大学を退職。2024年武蔵野大学日本文学研究所客員研究員、2025年武蔵野大学客員教授
2005年「蜻蛉日記の表現と和歌」で文学博士（立教大学）。

## 著書
- 『蜻蛉日記の表現と和歌』笠間書院 1998
- 『王朝生活の基礎知識―古典のなかの女性たち』角川選書、2005
- 『王朝の恋の手紙たち』角川選書、2009／角川ソフィア文庫、2024
- 『王朝文学入門』角川選書、2011
- 『王朝文学の光芒』笠間書院、2012
- 『平安女子の楽しい！生活』岩波ジュニア新書、2014
- 『装いの王朝文化』角川選書、2016
- 『平安男子の元気な！生活』岩波ジュニア新書、2021
- 『はじめての王朝文化辞典』角川ソフィア文庫、2022
- 『平安のステキな！女性作家たち』岩波ジュニア新書、2023
- 『王朝の恋の手紙たち』角川ソフィア文庫、2024
- 『王朝文学のたたずまい』武蔵野書院、2025

### 校注・共著・監修
- 『蜻蛉日記Ⅰ・Ⅱ』角川文庫、2003
- 『日本の古典を見る　蜻蛉日記』全2巻、監修、世界文化社、2002
- 『更級日記 ビギナーズ・クラシックス』角川ソフィア文庫、2007
- 『和泉式部日記 ビギナーズ・クラシックス』角川ソフィア文庫、2007
- 『朝日ジュニアシリーズ　週刊しゃかぽん 平安の女性文学』監修　朝日新聞社、2007
- 『週刊マンガ日本史紫式部』監修　週刊朝日百科、朝日新聞出版、2009
- 『朝日ジュニアシリーズ　週刊 新マンガ日本史第8号 小野小町』監修、週刊朝日百科：朝日新聞出版、2010
- 『王朝文化を学ぶ人のために』秋澤亙共編、世界思想社 2010
- 『誰も書かなかった清少納言と平安貴族の謎』監修、中経の文庫 KADOKAWA 2013
- 『愛とゴシップの「平安女流日記」』監修、PHP文庫 2013
- 『朝日ジュニアシリーズ　週刊マンガ世界の偉人 紫式部』監修、週刊朝日百科：朝日新聞出版 2013
- 『漫画更級日記』監修、双葉社、2014
- 『図説 王朝生活が見えてくる! 枕草子』監修、青春新書インテリジェンス、2015
- 『清少納言と枕草子』監修（ほるぷ出版）2022
- 『紫式部と源氏物語』監修（ほるぷ出版）2023
- 『紀貫之と古今和歌集』監修（ほるぷ出版）2023
- 『拾遺和歌集　ビギナーズ・クラシックス』角川ソフィア文庫、2023.11
- 『平安時代の古典と文化　源氏物語・枕草子・竹取物語・平家物語 』監修、童心社、2023.12
- 『角川まんが学習シリーズ　まんがで名作 源氏物語』監修、ＫＡＤＯＫＡＷＡ、2024.01
- 『角川まんが学習シリーズ 恋と情熱の平安絵巻セット』監修（山本淳子、吉海直人）ＫＡＤＯＫＡＷＡ、2024.01
- 『平安朝の文学と文化―紫式部とその時代―』編集執筆、武蔵野書院、 2024.04

## 参考
- 著書の紹介文と、J-Global